# Clytocerus kabylicus
Clytocerus kabylicus är en tvåvingeart som beskrevs av Wagner 1987. Clytocerus kabylicus ingår i släktet Clytocerus och familjen fjärilsmyggor.
Artens utbredningsområde är Algeriet. Inga underarter finns listade i Catalogue of Life.